# 隆頭翼甲鯰
隆頭翼甲鯰，俗名皇冠琵琶鼠、大帆皇冠琵琶鼠、為輻鰭魚綱鯰形目甲鯰科的其中一種，為熱帶淡水魚，分布於南美洲亞馬遜河中上游及奧里諾科河流域，體長可達50公分，棲息在底層水域，屬夜行性，以藻類為食，生活習性不明，可作為觀賞魚。

## 扩展阅读
維基物種上的相關：隆頭翼甲鯰